# Sara Hallström
Sara Maria Hallström, född 16 februari 1979, är en svensk poet. 2007 fick hon Mare Kandre-priset för sin bok Rötter smälter.

## Biografi

### Författarskap
Hallström debuterade med lyriksamlingen Vi måste ha protein, vilken utgavs på Norstedts 2004. Debuten följdes av ännu en diktsamling, 2007 års Rötter smälter. För detta verk mottog Hallström Mare Kandre-priset samma år. Juryns motiver löd: "Med häftig röst och skarpa bilder är Rötter smälter en diktsamling där människan tangerar landskapet och känslan tanken; en ständig rörelse där kärleken och ensamheten tecknar av sig i det trasiga; sinnliga dikter där människor klyvs mitt itu av kollisionen mellan kärleken och förståndet."
2009 utkom Hallströms tredje diktsamling, Driva, vilken skrevs tillsammans med Vanja Larberg. 2010 utkom Torg, korg, eko.

### Övriga verksamheter
Sara Hallström är utbildad kulturprojektledare och studerar nu även till förskollärare. Hon är också verksam som pedagog på Göteborgs Konsthall och började hösten 2014 att arbeta som skrivarkurslärare på Kvinnofolkhögskolan i Göteborg. Hallström sitter även i redaktionskommittén för kulturtidskriften Ord&Bild.

### Övrig medverkan
Hallström medverkar följande tre antologier:
- 2003 – Såna som oss: röster om sexualitet, identitet och annorlundaskap, Susanne Mobacker (red), Tiden ISBN 91-88877-74-4
- 2004 – Debut, Elnaz Baghlanian (red), Wahlström & Widstrand ISBN 91-46-20466-0
- 2006 – Dikter till tröst, Amelie Bennet (red), Prisma ISBN 91-518-4569-5

Hallström medverkar även i Naini and the Sea of Wolves av Trinidad Carrillo, en bok utgiven av förlaget Farewell Books (ISBN 978-91-976888-5-7). Boken blev tilldelad Svenska Fotobokspriset 2008.

## Priser och utmärkelser
- 2007 – Mare Kandre-priset för Rötter smälter
- 2012 – Göteborgs Stads författarstipendium

### Fotnoter
1. ↑  ”Folkbokföringsdata”. Ratsit.se. http://www.ratsit.se/BC/SearchSimple.aspx?Who=Sara+Hallstr%f6m&Where=G%f6teborg. Läst 27 maj 2014.
2. ↑  ”Sara Hallström”. Norstedts Förlag. Arkiverad från originalet den 20 oktober 2011. https://web.archive.org/web/20111020185323/http://www.norstedts.se/Forfattare/Alfabetiskt/H/Sara-Hallstrom/. Läst 19 maj 2012.
3. 1 2  ”Sara Hallström”. Libris.kb.se. http://libris.kb.se/hitlist?q=sara+hallstr%C3%B6m&r=&f=simp&t=v&s=rc&g=&m=10. Läst 19 maj 2012.
4. ↑  ”Mare Kandre-priset”. 10-tal. Arkiverad från originalet den 22 juni 2013. https://web.archive.org/web/20130622153839/http://www.10tal.se/?p=1494. Läst 19 maj 2012.
5. 1 2  ”Sara Hallström”. Författarcentrum. Arkiverad från originalet den 29 maj 2014. https://web.archive.org/web/20140529051828/http://www.forfattarcentrum.se/forfattarformedling/forfattare/1343/Sara_Hallstr_m. Läst 27 maj 2014.
6. 1 2  ”Månadens diktare: Sara Hallström”. Sveriges Radio. http://sverigesradio.se/sida/artikel.aspx?programid=2031&artikel=5799156. Läst 27 maj 2014.
7. ↑  ”Om Ord&Bild”. Ord&Bild. http://www.tidskriftenordobild.se/om-ord-bild/. Läst 27 maj 2014.
8. ↑  ”Svenska Fotobokspriset 2008”. Svenska Fotografers Förbund. Arkiverad från originalet den 13 maj 2014. https://web.archive.org/web/20140513054255/http://sfoto.se/svenska-fotobokspriset-2008. Läst 20 maj 2014.